# Layvin Kurzawa
Layvin Marc Kurzawa (Fréjus, 4 de septiembre de 1992) es un futbolista francés que juega de defensa. Actualmente se encuentra sin equipo.

## Trayectoria

### A. S. Mónaco
Nacido en Fréjus, Var, hizo su debut profesional el 22 de septiembre de 2010 en la tercera ronda de la Copa de la Liga de Francia contra el Lens en el Estadio Luis II. Fue titular y jugó los primeros 65 minutos de un encuentro que terminó en victoria por 1-0. Tres días después, hizo su debut en la Ligue 1, como titular en la derrota por 1-2 ante el Lorient. Jugó cuatro partidos de liga más, todos ellos en el once inicial, temporada en que el Mónaco descendió a la Ligue 2; fue expulsado el 1 de mayo de 2011 en un empate 1-1 ante el Saint-Étienne. En su primer año en la Ligue 2, Kurzawa jugó cuatro encuentros.
Kurzawa se estableció en el primer equipo para la temporada 2013-14, con 28 apariciones en la Ligue 1, año en que el Mónaco quedó en el segundo lugar de la tabla, solo superado por el París Saint-Germain. También marcó cinco goles, el primero de ellos el 14 de diciembre de 2013 en la victoria por 2-0 contra el Guingamp.
Anotó en ambos encuentros de la eliminatoria que el conjunto monegasco ganó por 7-1 en el global sobre el Young Boys, en la tercera ronda de clasificación de la Liga de Campeones de la UEFA 2015-16.

### París Saint-Germain
El 27 de agosto de 2015 fichó por el campeón de la Ligue 1 París Saint-Germain Football Club por 24 millones de euros en un contrato de cinco años. Hizo su debut el 11 de septiembre, sustituyendo a Maxwell en el minuto 67 en un empate 2-2 contra el Girondins de Burdeos en el Parque de los Príncipes. Marcó su primer gol para el equipo desde la capital el 25 de octubre, abriendo una victoria por 4-1 en casa sobre el Saint-Étienne siendo asistido por Marco Verratti.
Anotó y asistió a Javier Pastore el 6 de agosto de 2016 cuando el PSG ganó la Supercopa de Francia contra el Olympique de Lyon con una victoria por 4-1 en Klagenfurt, Austria. Seis días después, registró el primer gol del equipo en la liga de la nueva temporada contra el S. C. Bastia. El 8 de marzo de 2017, marcó un autogol en la derrota por 6-1 ante el F. C. Barcelona en los octavos de final de la Liga de Campeones; mientras el equipo de Unai Emery desperdiciaba una ventaja de 4-0 del partido de ida.
El 31 de octubre de 2017 anotó su primer hat-trick contra el R. S. C. Anderlecht en la fase de grupos de la Liga de Campeones, convirtiéndose en el primer defensor en la historia moderna de la Liga de Campeones en lograr esta hazaña en la competencia.
El 29 de junio de 2020 el conjunto parisino anunció su renovación hasta 2024. Siguió dos temporadas más antes de ser cedido al Fulham F. C. el 1 de septiembre de 2022.
Al finalizar la campaña 2023-24 quedó libre al expirar su contrato. Entonces estuvo varios meses sin equipo, hasta que en febrero de 2025 fichó por el Boavista F. C.

## Selección nacional
Kurzawa nació en Francia, de padre guadalupeño, y madre polaca, por esto último fue contactado en su momento por la selección polaca.

### Sub-21
Fue internacional en categorías inferiores con Francia desde el equipo sub-19. El 14 de octubre de 2014, durante el partido de vuelta de los play-offs de clasificación de la Eurocopa Sub-21 de la UEFA 2015 contra Suecia, Kurzawa anotó un gol para Francia burlándose de los jugadores suecos con un saludo. Poco después, Suecia marcó un gol y ganó el partido 4-1, eliminando así a Francia de la Eurocopa Sub-21 de la UEFA 2015. Suecia ganó el torneo y todo el equipo celebró usando la forma de burla de Kurzawa.

### Absoluta
El 14 de noviembre de 2014 hizo su debut internacional absoluto, reemplazando a Lucas Digne en los últimos 20 minutos de un empate amistoso por 1 a 1 con Albania en Rennes. Cuatro días después, jugó su primer encuentro como titular, en la victoria por 1-0 sobre Suecia en Marsella en un encuentro amistoso, siendo sustituido más tarde por Lucas Digne.
Anotó su primer gol internacional el 1 de septiembre de 2016, en la victoria por 3-1 sobre Italia en el Estadio San Nicola en Bari.

## Estadísticas

### Clubes
Actualizado al último partido disputado el 7 de abril de 2025.
| Club | Div.          | Temporada     | Liga  | Liga  | Copas nacionales(1) | Copas nacionales(1) | Copas internacionales(2) | Copas internacionales(2) | Total | Total |
| Club | Div.          | Temporada     | Part. | Goles | Part.               | Goles               | Part.                    | Goles                    | Part. | Goles |
| --- | ------------- | ------------- | ----- | ----- | ------------------- | ------------------- | ------------------------ | ------------------------ | ----- | ----- |
| A. S. Monaco F. C. II Francia | 4.ª           | 2010-11       | 11    | 1     | —                   | —                   | —                        | —                        | 11    | 1     |
| A. S. Monaco F. C. II Francia | 4.ª           | 2011-12       | 8     | 0     | —                   | —                   | —                        | —                        | 8     | 0     |
| A. S. Monaco F. C. II Francia | 4.ª           | 2012-13       | 11    | 4     | —                   | —                   | —                        | —                        | 11    | 4     |
| A. S. Monaco F. C. II Francia | Total club    | Total club    | 30    | 5     | 0                   | 0                   | 0                        | 0                        | 30    | 5     |
| A. S. Monaco F. C. Francia | 1.ª           | 2010-11       | 5     | 0     | 1                   | 0                   | —                        | —                        | 6     | 0     |
| A. S. Monaco F. C. Francia | 2.ª           | 2011-12       | 4     | 0     | 0                   | 0                   | —                        | —                        | 4     | 0     |
| A. S. Monaco F. C. Francia | 2.ª           | 2012-13       | 8     | 0     | 5                   | 1                   | —                        | —                        | 13    | 1     |
| A. S. Monaco F. C. Francia | 1.ª           | 2013-14       | 28    | 5     | 1                   | 0                   | —                        | —                        | 29    | 5     |
| A. S. Monaco F. C. Francia | 1.ª           | 2014-15       | 27    | 0     | 4                   | 0                   | 8                        | 0                        | 39    | 0     |
| A. S. Monaco F. C. Francia | 1.ª           | 2015-16       | 3     | 1     | —                   | —                   | 3                        | 2                        | 6     | 3     |
| A. S. Monaco F. C. Francia | Total club    | Total club    | 75    | 6     | 11                  | 1                   | 11                       | 2                        | 97    | 9     |
| Paris Saint-Germain F. C. Francia | 1.ª           | 2015-16       | 16    | 3     | 8                   | 0                   | 1                        | 0                        | 25    | 3     |
| Paris Saint-Germain F. C. Francia | 1.ª           | 2016-17       | 18    | 2     | 3                   | 1                   | 5                        | 0                        | 26    | 3     |
| Paris Saint-Germain F. C. Francia | 1.ª           | 2017-18       | 20    | 2     | 2                   | 0                   | 6                        | 3                        | 28    | 5     |
| Paris Saint-Germain F. C. Francia | 1.ª           | 2018-19       | 19    | 1     | 2                   | 0                   | 0                        | 0                        | 21    | 1     |
| Paris Saint-Germain F. C. Francia | 1.ª           | 2019-20       | 14    | 1     | 7                   | 0                   | 4                        | 0                        | 25    | 1     |
| Paris Saint-Germain F. C. Francia | 1.ª           | 2020-21       | 19    | 1     | 3                   | 0                   | 5                        | 0                        | 27    | 1     |
| Paris Saint-Germain F. C. Francia | 1.ª           | 2021-22       | 0     | 0     | 1                   | 0                   | 0                        | 0                        | 1     | 0     |
| Fulham F. C. Inglaterra | 1.ª           | 2022-23       | 3     | 0     | 3                   | 2                   | —                        | —                        | 6     | 2     |
| Fulham F. C. Inglaterra | Total club    | Total club    | 3     | 0     | 3                   | 2                   | 0                        | 0                        | 6     | 2     |
| Paris Saint-Germain F. C. Francia | 1.ª           | 2023-24       | 1     | 0     | 0                   | 0                   | 0                        | 0                        | 1     | 0     |
| Paris Saint-Germain F. C. Francia | Total club    | Total club    | 107   | 10    | 26                  | 1                   | 21                       | 3                        | 154   | 14    |
| Boavista F. C. Portugal | 1.ª           | 2024-25       | 4     | 0     | —                   | —                   | —                        | —                        | 4     | 0     |
| Boavista F. C. Portugal | Total club    | Total club    | 4     | 0     | 0                   | 0                   | 0                        | 0                        | 4     | 0     |
| Total carrera | Total carrera | Total carrera | 219   | 21    | 40                  | 4                   | 32                       | 5                        | 291   | 30    |
| (1) Incluye datos de la Copa de Francia, Copa de la Liga de Francia, Supercopa de Francia y FA Cup. (2) Incluye datos de la Liga de Campeones de la UEFA. |               |               |       |       |                     |                     |                          |                          |       |       |

### Hat-tricks
| 1 | 31 de octubre de 2017 | Parc des Princes, París | París Saint-Germain - Anderlecht |  | 5 - 0 | Liga de Campeones 2017-18 |

## Palmarés

### Campeonatos nacionales
| Título               | Club                      | País    | Año  |
| -------------------- | ------------------------- | ------- | ---- |
| Ligue 2              | A. S. Monaco F. C.        | Francia | 2013 |
| Supercopa de Francia | Paris Saint-Germain F. C. | Francia | 2015 |
| Ligue 1              | Paris Saint-Germain F. C. | Francia | 2016 |
| Copa de la Liga      | Paris Saint-Germain F. C. | Francia | 2016 |
| Copa de Francia      | Paris Saint-Germain F. C. | Francia | 2016 |
| Supercopa de Francia | Paris Saint-Germain F. C. | Francia | 2016 |
| Copa de la Liga      | Paris Saint-Germain F. C. | Francia | 2017 |
| Copa de Francia      | Paris Saint-Germain F. C. | Francia | 2017 |
| Supercopa de Francia | Paris Saint-Germain F. C. | Francia | 2017 |
| Copa de la Liga      | Paris Saint-Germain F. C. | Francia | 2018 |
| Ligue 1              | Paris Saint-Germain F. C. | Francia | 2018 |
| Copa de Francia      | Paris Saint-Germain F. C. | Francia | 2018 |
| Supercopa de Francia | Paris Saint-Germain F. C. | Francia | 2018 |
| Ligue 1              | Paris Saint-Germain F. C. | Francia | 2019 |
| Supercopa de Francia | Paris Saint-Germain F. C. | Francia | 2019 |
| Ligue 1              | Paris Saint-Germain F. C. | Francia | 2020 |
| Copa de Francia      | Paris Saint-Germain F. C. | Francia | 2020 |
| Copa de la Liga      | Paris Saint-Germain F. C. | Francia | 2020 |
| Supercopa de Francia | Paris Saint-Germain F. C. | Francia | 2020 |
| Copa de Francia      | Paris Saint-Germain F. C. | Francia | 2021 |
| Ligue 1              | Paris Saint-Germain F. C. | Francia | 2024 |

### Récords
- Primer defensa en la historia de la Liga de Campeones en marcar un triplete. (31 de octubre de 2017 - París Saint-Germain 5-0 Anderlecht)